# Karkas (pocisk)
Karkas – pocisk zapalający używany w dawnej artylerii gładkolufowej. Karkas był elipsoidalną klatką żelazną, wypełnioną substancją zapalającą. Klatkę pokrywano płótnem i oblewano smołą.